# Campeonato Norteamericano y Caribeño de Balonmano Masculino de 2018
El Campeonato Norteamericano y Caribeño de Balonmano Masculino de 2018 fue la segunda edición del Campeonato Norteamericano y Caribeño de Balonmano Masculino. El torneo se celebró en Ciudad de México, en el Centro Deportivo Olímpico Mexicano, del 3 al 8 de abril de 2018. Actuó como torneo clasificatorio de Norteamérica y el Caribe para el Campeonato Panamericano de Balonmano Masculino de 2018.

## Clasificación
| Equipo               | PJ | G | E | P | GF  | GA  | DG  | Pts |
| -------------------- | -- | - | - | - | --- | --- | --- | --- |
| Cuba                 | 5  | 4 | 1 | 0 | 172 | 125 | 47  | 9   |
| Canadá               | 5  | 3 | 1 | 1 | 136 | 132 | 4   | 7   |
| Puerto Rico          | 5  | 2 | 1 | 2 | 143 | 152 | –9  | 5   |
| México               | 5  | 1 | 3 | 1 | 145 | 142 | 3   | 5   |
| EEUU                 | 5  | 1 | 1 | 3 | 151 | 164 | –13 | 3   |
| República Dominicana | 5  | 0 | 1 | 4 | 124 | 156 | –32 | 1   |

## Resultados
Horario local (UTC-05:00).
| 3 de abril de 2018 14:00 | Puerto Rico | 27–31 | Canadá | Centro deportivo Olímpico Mexicano, Ciudad de México |
| 3 de abril de 2018 14:00 |             |       |        | Centro deportivo Olímpico Mexicano, Ciudad de México |
| 3 de abril de 2018 14:00 |             |       |        | Centro deportivo Olímpico Mexicano, Ciudad de México |

| 3 de abril de 2018 16:00 | EEUU | 30–41 | Cuba | Centro deportivo Olímpico Mexicano, Ciudad de México |
| 3 de abril de 2018 16:00 |      |       |      | Centro deportivo Olímpico Mexicano, Ciudad de México |
| 3 de abril de 2018 16:00 |      |       |      | Centro deportivo Olímpico Mexicano, Ciudad de México |

| 3 de abril de 2018 18:00 | México | 33–28 | República Dominicana | Centro deportivo Olímpico Mexicano, Ciudad de México |
| 3 de abril de 2018 18:00 |        |       |                      | Centro deportivo Olímpico Mexicano, Ciudad de México |
| 3 de abril de 2018 18:00 |        |       |                      | Centro deportivo Olímpico Mexicano, Ciudad de México |

| 4 de abril de 2018 14:00 | Cuba | 36–23 | Puerto Rico | Centro deportivo Olímpico Mexicano, Ciudad de México |
| 4 de abril de 2018 14:00 |      |       |             | Centro deportivo Olímpico Mexicano, Ciudad de México |
| 4 de abril de 2018 14:00 |      |       |             | Centro deportivo Olímpico Mexicano, Ciudad de México |

| 4 de abril de 2018 16:00 | República Dominicana | 26–32 | EEUU | Centro deportivo Olímpico Mexicano, Ciudad de México |
| 4 de abril de 2018 16:00 |                      |       |      | Centro deportivo Olímpico Mexicano, Ciudad de México |
| 4 de abril de 2018 16:00 |                      |       |      | Centro deportivo Olímpico Mexicano, Ciudad de México |

| 4 de abril de 2018 18:00 | Canadá | 26–26 | México | Centro deportivo Olímpico Mexicano, Ciudad de México |
| 4 de abril de 2018 18:00 |        |       |        | Centro deportivo Olímpico Mexicano, Ciudad de México |
| 4 de abril de 2018 18:00 |        |       |        | Centro deportivo Olímpico Mexicano, Ciudad de México |

| 5 de abril de 2018 14:00 | Puerto Rico | 29–29 | República Dominicana | Centro deportivo Olímpico Mexicano, Ciudad de México |
| 5 de abril de 2018 14:00 |             |       |                      | Centro deportivo Olímpico Mexicano, Ciudad de México |
| 5 de abril de 2018 14:00 |             |       |                      | Centro deportivo Olímpico Mexicano, Ciudad de México |

| 5 de abril de 2018 16:00 | Canadá | 24–27 | Cuba | Centro deportivo Olímpico Mexicano, Ciudad de México |
| 5 de abril de 2018 16:00 |        |       |      | Centro deportivo Olímpico Mexicano, Ciudad de México |
| 5 de abril de 2018 16:00 |        |       |      | Centro deportivo Olímpico Mexicano, Ciudad de México |

| 5 de abril de 2018 18:00 | México | 30–30 | EEUU | Centro deportivo Olímpico Mexicano, Ciudad de México |
| 5 de abril de 2018 18:00 |        |       |      | Centro deportivo Olímpico Mexicano, Ciudad de México |
| 5 de abril de 2018 18:00 |        |       |      | Centro deportivo Olímpico Mexicano, Ciudad de México |

| 7 de abril de 2018 14:00 | EEUU | 28–34 | Puerto Rico | Centro deportivo Olímpico Mexicano, Ciudad de México |
| 7 de abril de 2018 14:00 |      |       |             | Centro deportivo Olímpico Mexicano, Ciudad de México |
| 7 de abril de 2018 14:00 |      |       |             | Centro deportivo Olímpico Mexicano, Ciudad de México |

| 7 de abril de 2018 16:00 | República Dominicana | 21–22 | Canadá | Centro deportivo Olímpico Mexicano, Ciudad de México |
| 7 de abril de 2018 16:00 |                      |       |        | Centro deportivo Olímpico Mexicano, Ciudad de México |
| 7 de abril de 2018 16:00 |                      |       |        | Centro deportivo Olímpico Mexicano, Ciudad de México |

| 7 de abril de 2018 18:00 | México | 28–28 | Cuba | Centro deportivo Olímpico Mexicano, Ciudad de México |
| 7 de abril de 2018 18:00 |        |       |      | Centro deportivo Olímpico Mexicano, Ciudad de México |
| 7 de abril de 2018 18:00 |        |       |      | Centro deportivo Olímpico Mexicano, Ciudad de México |

| 8 de abril de 2018 12:00 | EEUU | 31–33 | Canadá | Centro deportivo Olímpico Mexicano, Ciudad de México |
| 8 de abril de 2018 12:00 |      |       |        | Centro deportivo Olímpico Mexicano, Ciudad de México |
| 8 de abril de 2018 12:00 |      |       |        | Centro deportivo Olímpico Mexicano, Ciudad de México |

| 8 de abril de 2018 14:00 | Cuba | 40–20 | República Dominicana | Centro deportivo Olímpico Mexicano, Ciudad de México |
| 8 de abril de 2018 14:00 |      |       |                      | Centro deportivo Olímpico Mexicano, Ciudad de México |
| 8 de abril de 2018 14:00 |      |       |                      | Centro deportivo Olímpico Mexicano, Ciudad de México |

| 8 de abril de 2018 16:00 | Puerto Rico | 30–28 | México | Centro deportivo Olímpico Mexicano, Ciudad de México |
| 8 de abril de 2018 16:00 |             |       |        | Centro deportivo Olímpico Mexicano, Ciudad de México |
| 8 de abril de 2018 16:00 |             |       |        | Centro deportivo Olímpico Mexicano, Ciudad de México |

## Medallero
| Puesto | Equipo               |
| ------ | -------------------- |
|        | Cuba                 |
|        | Canadá               |
|        | Puerto Rico          |
| 4      | México               |
| 5      | Estados Unidos       |
| 6      | República Dominicana |

|  | Equipos clasificados para el Campeonato Panamericano de Balonmano Masculino de 2018 |